# CLEC5A
CLEC5A (abbreviazione dell'inglese C-type LECtin domain family 5 member A) è una lectina che sembra avere un ruolo significativo nella attivazione della linea mieloide dell'emopoiesi.